# Нестро Петрол
Нестро Петрол а.д. Бања Лука је босанско-херцеговачка компанија која се, као део Оптима групе, бави дистрибуцијом нафте и нафтних производа у Босни и Херцеговини.

## Историја
Решењем Привремене владе ДФЈ  од 12. априла 1945. године основано је предузеће за промет нафте и нафтних деривата Југопетрол Сарајево, претходник садашњих Енергопетрола и Нестро Петрола.
Године 1950, Југопетрол се спојио са компанијом Босна Петрол, након чега су две компаније заједно формирале предузеће за снабдевање нафтом и нафтним дериватима, Југопетрол Сарајево.
Године 1973, Југопетрол је преименован у ХЕНА ООУР Маркетинг Сарајево. Неколико месеци касније, компанија је постала део Енергоинвеста Сарајево, који је 31. августа 1973. године поново преименовао нафтну компанију у ООУР Енергопетрол Сарајево, са филијалама у Босанском Броду, Бањалуци, Мостару, Живиницама и Загребу, и представништвом у Плочама, где су се налазила складишта нафте Енергопетрола.
Тринаест година касније, 1990. године, у оквиру друштвених реформи Анте Марковића, Енергопетрол је реорганизован у Друштвено предузеће Енергопетрол са п.о. са седиштем у Сарајеву.
Следеће године Енергопетрол је поново реорганизован у Енергоинвест Енергопетрол, предузеће за трговину нафтом, нафтним дериватима и природним гасом, акционарско друштво са регистрованим седиштем у Сарајеву.
На почетку рата у Босни и Херцеговини, влада новоформиране Републике Српске донела је одлуку о одвајању Енергоинвеста од Енергопетрола и формирању нове компаније под називом Енергоинвест - Холдинг, Енергопртрол а.д. Сарајево.
Ова новоформирана компанија је на овај начин пословала до 13. марта 1998. године, када је донета одлука о издвајању Зависног предузећа из Енергоинвест МДП Источно Сарајево и њеном спајању са Матичним државним предузећем Нафтна индустрија Републике Српске.
18. октобра 2000. године донета је одлука о преименовању МДП „Енергопетрол“ у МДП „Петрол“.
Дана 24. јануара 2003. године одржана је скупштина предузећа, на којој је донета одлука о трансформацији државног предузећа у акционарско друштво, па тако од19. марта 2003. године Петрол а.д. Бања Лука послује као акционарско друштво.
После четири године, у фебруару 2007. године, Влада Републике српске закључила је споразум о приватизацији Нафтне индустрије Републике Српске (са рафинеријама у Босанском Броду и Модричи) са руском државном нафтном компанијом Зарубежњефт, за који је руска компанија платила 236 милиона КМ. За куповину је формирана нова компанија под називом „Њефтегазинкор“, која је у 100% власништву Зарубежњефта. Од тада, Нафтна индустрија Републике Српске послује под називом Оптима група.
Са променом власништва, „Петрол“ је добио и ново име, па је 21. септембра 2010. године компанија преименована у Нестро Петрол.

## Производи
Као и већина компанија које се баве дистрибуцијом нафте, Нестро Петрол нуди широк асортиман нафтних производа.
Поред бензина, дизел горива и мазива на пумпама, у Нестро Петролу се може купити и гориво, аутокозметику и аутоделове, а често има и свој кафе бар и аутопраоницу.

## Власништво
Рафинерија нафте Босански Брод котира се на Бањалучкој берзи од 17. јула 2003. године. У фебруару 2003. године , Влада Републике Српске закључила је уговор са руском нафтном компанијом Зарубежњефт о приватизацији Рафинерије нафте Босански Брод, Рафинерије нафте Модрича и тадашњег „Петрола“ у износу од 236 милиона КМ.
| Акционар               | Дели  |
| ---------------------- | ----- |
| AO Neftegazinkor       | 80%   |
| DUIF Invest Nova       | 3,29% |
| ZIF Polara Invest Fond | 1,74% |
| Мали акционари         | 3,69% |